# Nascar Nextel Cup Series 2007
Nascar Nextel Cup Series 2007 var den 59:e upplagan av den främsta divisionen av professionell stockcarracing i USA sanktionerad av National Association for Stock Car Auto Racing.
Säsongen bestod av 36 race och inleddes på Daytona International Speedway med uppvisningsloppen Budweiser Shootout 10 februari och Gatorade Duel 15 februari, vilket även var slutkval till den 49:e upplagan av Daytona 500. Säsongen avslutades 18 november på Homestead-Miami Speedway med Ford 400. Serien vanns av Jimmie Johnson i en Chevrolet körande för Hendrick Motorsports. Det var hans andra raka och andra mästerskapstitel totalt. Johnson hade tidigare vunnit cup-serien 2006. Chevrolet vann märkesmästerskapet för femte året i rad.

## Tävlingskalender
| Nr                       | Officiellt namn                          | Bana                                                        | Datum        |
| ------------------------ | ---------------------------------------- | ----------------------------------------------------------- | ------------ |
| U                        | Budweiser Shootout                       | Daytona International Speedway, Daytona Beach, Florida      | 10 februari  |
| KV                       | Gatorade Duel                            | Daytona International Speedway, Daytona Beach, Florida      | 15 februari  |
| 1                        | Daytona 500                              | Daytona International Speedway, Daytona Beach, Florida      | 18 februari  |
| 2                        | Auto Club 500                            | California Speedway, Fontana, Kalifornien                   | 25 februari  |
| 3                        | UAW-DaimlerChrysler 400                  | Las Vegas Motor Speedway, Las Vegas, Nevada                 | 11 mars      |
| 4                        | Kobalt Tools 500                         | Atlanta Motor Speedway, Hampton, Georgia                    | 18 mars      |
| 5                        | Food City 500                            | Bristol Motor Speedway, Bristol, Tennessee                  | 25 mars      |
| 6                        | Goody's Cool Orange 500                  | Martinsville Speedway, Ridgeway, Virginia                   | 11 april     |
| 7                        | Samsung 500                              | Texas Motor Speedway, Fort Worth, Texas                     | 15 april     |
| 8                        | Subway Fresh Fit 500                     | Phoenix International Raceway, Phoenix, Arizona             | 21 april     |
| 9                        | Aaron's 499                              | Talladega Superspeedway, Talladega, Alabama                 | 29 april     |
| 10                       | Crown Royal presents the Jim Stewart 400 | Richmond International Raceway, Richmond, Virginia          | 6 maj        |
| 11                       | Dodge Avenger 500                        | Darlington Raceway, Darlington, South Carolina              | 13 maj       |
| U                        | Nextel Open                              | Lowe's Motor Speedway, Concord, North Carolina              | 19 maj       |
| U                        | Nextel All-Star Challenge                | Lowe's Motor Speedway, Concord, North Carolina              | 19 maj       |
| 12                       | Coca-Cola 600                            | Lowe's Motor Speedway, Concord, North Carolina              | 27 maj       |
| 13                       | Autism Speaks 400 presented by Visa      | Dover International Speedway, Dover, Delaware               | 4 juni       |
| 14                       | Pocono 500                               | Pocono Raceway, Long Pond, Pennsylvania                     | 10 juni      |
| 15                       | Citizens Bank 400                        | Michigan International Speedway, Brooklyn, Michigan         | 18 juni      |
| 16                       | Toyota/Save Mart 350                     | Infineon Raceway, Sonoma, Kalifornien                       | 24 juni      |
| 17                       | Lenox Industrial Tools 300               | New Hampshire International Speedway, Loudon, New Hampshire | 1 juli       |
| 18                       | Pepsi 400                                | Daytona International Speedway, Daytona Beach, Florida      | 7 juli       |
| 19                       | USG Sheetrock 400                        | Chicagoland Speedway, Joliet, Illinois                      | 15 juli      |
| 20                       | Allstate 400 at the Brickyard            | Indianapolis Motor Speedway, Speedway, Indiana              | 29 juli      |
| 21                       | Pennsylvania 500                         | Pocono Raceway, Long Pond, Pennsylvania                     | 5 augusti    |
| 22                       | Centurion Boats at The Glen              | Watkins Glen International, Watkins Glen, New York          | 12 augusti   |
| 23                       | 3M Performance 400                       | Michigan International Speedway, Brooklyn, Michigan         | 21 augusti   |
| 24                       | Sharpie 500                              | Bristol Motor Speedway, Bristol, Tennessee                  | 25 augusti   |
| 25                       | Sharp Aquos 500                          | California Speedway, Fontana, Kalifornien                   | 2 september  |
| 26                       | Chevy Rock & Roll 400                    | Richmond International Raceway, Richmond, Virginia          | 8 september  |
| Chase for the Nextel Cup |                                          |                                                             |              |
| 27                       | Sylvania 300                             | New Hampshire International Speedway, Loudon, New Hampshire | 16 september |
| 28                       | Dodge Dealers 400                        | Dover International Speedway, Dover, Delaware               | 23 september |
| 29                       | Lifelock 400                             | Kansas Speedway, Kansas City, Kansas                        | 30 september |
| 30                       | UAW-Ford 500                             | Talladega Superspeedway, Talladega, Alabama                 | 7 oktober    |
| 31                       | Bank of America 500                      | Lowe's Motor Speedway, Concord, North Carolina              | 13 oktober   |
| 32                       | Subway 500                               | Martinsville Speedway, Ridgeway, Virginia                   | 21 oktober   |
| 33                       | Pep Boys Auto 500                        | Atlanta Motor Speedway, Hampton, Georgia                    | 28 oktober   |
| 34                       | Dickies 500                              | Texas Motor Speedway, Fort Worth, Texas                     | 4 november   |
| 35                       | Checker Auto Parts 500                   | Phoenix International Raceway, Phoenix, Arizona             | 11 november  |
| 36                       | Ford 400                                 | Homestead-Miami Speedway, Homestead, Florida                | 18 november  |

## Resultat
| Nr | Tävling                                      | Pole position      | Flest ledda varv   | Vinnare            | Team                     | Konstruktör | Rapport |
| -- | -------------------------------------------- | ------------------ | ------------------ | ------------------ | ------------------------ | ----------- | ------- |
| U  | Budweiser Shootout                           | Dale Jarrett       | Kyle Busch         | Tony Stewart       | Joe Gibbs Racing         | Chevrolet   | Rapport |
| KV | Gatorade Duel 1                              | David Gilliland    | Tony Stewart       | Tony Stewart       | Joe Gibbs Racing         | Chevrolet   | Rapport |
| KV | Gatorade Duel 2                              | Ricky Rudd         | Kyle Busch         | Jeff Gordon        | Hendrick Motorsports     | Chevrolet   | Rapport |
| 1  | Daytona 500                                  | David Gilliland    | Kurt Busch         | Kevin Harvick      | Richard Childress Racing | Chevrolet   | Rapport |
| 2  | Auto Club 500                                | Jeff Gordon        | Matt Kenseth       | Matt Kenseth       | Roush Fenway Racing      | Ford        | Rapport |
| 3  | UAW-DaimlerChrysler 400                      | Kasey Kahne        | Jeff Gordon        | Jimmie Johnson     | Hendrick Motorsports     | Chevrolet   | Rapport |
| 4  | Kobalt Tools 500                             | Ryan Newman        | Jimmie Johnson     | Jimmie Johnson     | Hendrick Motorsports     | Chevrolet   | Rapport |
| 5  | Food City 500                                | Jeff Gordon        | Tony Stewart       | Kyle Busch         | Hendrick Motorsports     | Chevrolet   | Rapport |
| 6  | Goody's Cool Orange 500                      | Denny Hamlin       | Dale Earnhardt Jr. | Jimmie Johnson     | Hendrick Motorsports     | Chevrolet   | Rapport |
| 7  | Samsung 500                                  | Jeff Gordon        | Jeff Gordon        | Jeff Burton        | Richard Childress Racing | Chevrolet   | Rapport |
| 8  | Subway Fresh Fit 500                         | Jeff Gordon        | Tony Stewart       | Jeff Gordon        | Hendrick Motorsports     | Chevrolet   | Rapport |
| 9  | Aaron's 499                                  | Jeff Gordon        | Jeff Gordon        | Jeff Gordon        | Hendrick Motorsports     | Chevrolet   | Rapport |
| 10 | Crown Royal presents the Jim Stewart 400     | Jeff Gordon        | Jeff Gordon        | Jimmie Johnson     | Hendrick Motorsports     | Chevrolet   | Rapport |
| 11 | Dodge Avenger 500                            | Clint Bowyer       | Denny Hamlin       | Jeff Gordon        | Hendrick Motorsports     | Chevrolet   | Rapport |
| U  | Nextel Open                                  | Carl Edwards       | Carl Edwards       | Martin Truex Jr.   | Dale Earnhardt Inc.      | Chevrolet   | Rapport |
| U  | Nextel All-Star Challenge                    | Matt Kenseth       | Matt Kenseth       | Kevin Harvick      | Richard Childress Racing | Chevrolet   | Rapport |
| 12 | Coca-Cola 600                                | Ryan Newman        | Kurt Busch         | Casey Mears        | Hendrick Motorsports     | Chevrolet   | Rapport |
| 13 | Autism Speaks 400 presented by Visa          | Ryan Newman        | Martin Truex Jr.   | Martin Truex Jr.   | Dale Earnhardt Inc.      | Chevrolet   | Rapport |
| 14 | Pocono 500                                   | Ryan Newman        | Denny Hamlin       | Jeff Gordon        | Hendrick Motorsports     | Chevrolet   | Rapport |
| 15 | Citizens Bank 400                            | J. J. Yeley        | Carl Edwards       | Carl Edwards       | Roush Fenway Racing      | Ford        | Rapport |
| 16 | Toyota/Save Mart 350                         | Jamie McMurray     | Robby Gordon       | Juan Pablo Montoya | Chip Ganassi Racing      | Dodge       | Rapport |
| 17 | Lenox Industrial Tools 300                   | Dave Blaney        | Dale Earnhardt Jr. | Denny Hamlin       | Joe Gibbs Racing         | Chevrolet   | Rapport |
| 18 | Pepsi 400                                    | Jeff Gordon        | Clint Bowyer       | Jamie McMurray     | Roush Fenway Racing      | Ford        | Rapport |
| 19 | USG Sheetrock 400                            | Casey Mears        | Tony Stewart       | Tony Stewart       | Joe Gibbs Racing         | Chevrolet   | Rapport |
| 20 | Allstate 400 at the Brickyard                | Reed Sorenson      | Tony Stewart       | Tony Stewart       | Joe Gibbs Racing         | Chevrolet   | Rapport |
| 21 | Pennsylvania 500                             | Dale Earnhardt Jr. | Kurt Busch         | Kurt Busch         | Penske Racing            | Dodge       | Rapport |
| 22 | Centurion Boats at The Glen                  | Jeff Gordon        | Jeff Gordon        | Tony Stewart       | Joe Gibbs Racing         | Chevrolet   | Rapport |
| 23 | 3M Performance 400                           | Jeff Gordon        | Kurt Busch         | Kurt Busch         | Penske Racing            | Dodge       | Rapport |
| 24 | Sharpie 500                                  | Kasey Kahne        | Kasey Kahne        | Carl Edwards       | Roush Fenway Racing      | Ford        | Rapport |
| 25 | Sharp Aquos 500                              | Kurt Busch         | Kyle Busch         | Jimmie Johnson     | Hendrick Motorsports     | Chevrolet   | Rapport |
| 26 | Chevy Rock & Roll 400                        | Jimmie Johnson     | Jeff Gordon        | Jimmie Johnson     | Hendrick Motorsports     | Chevrolet   | Rapport |
| 27 | Sylvania 300                                 | Clint Bowyer       | Clint Bowyer       | Clint Bowyer       | Richard Childress Racing | Chevrolet   | Rapport |
| 28 | Dodge Dealers 400                            | Jimmie Johnson     | Matt Kenseth       | Carl Edwards       | Roush Fenway Racing      | Ford        | Rapport |
| 29 | Lifelock 400                                 | Jimmie Johnson     | Kurt Busch         | Greg Biffle        | Roush Fenway Racing      | Ford        | Rapport |
| 30 | UAW-Ford 500                                 | Michael Waltrip    | Denny Hamlin       | Jeff Gordon        | Hendrick Motorsports     | Chevrolet   | Rapport |
| 31 | Bank of America 500                          | Ryan Newman        | Jimmie Johnson     | Jeff Gordon        | Hendrick Motorsports     | Chevrolet   | Rapport |
| 32 | Subway 500                                   | Jeff Gordon        | Jeff Gordon        | Jimmie Johnson     | Hendrick Motorsports     | Chevrolet   | Rapport |
| 33 | Pep Boys Auto 500                            | Greg Biffle        | Martin Truex Jr.   | Jimmie Johnson     | Hendrick Motorsports     | Chevrolet   | Rapport |
| 34 | Dickies 500                                  | Martin Truex Jr.   | Kyle Busch         | Jimmie Johnson     | Hendrick Motorsports     | Chevrolet   | Rapport |
| 35 | Checker Auto Parts 500 presented by Pennzoil | Carl Edwards       | Matt Kenseth       | Jimmie Johnson     | Hendrick Motorsports     | Chevrolet   | Rapport |
| 36 | Ford 400                                     | Jimmie Johnson     | Matt Kenseth       | Matt Kenseth       | Roush Fenway Racing      | Ford        | Rapport |

## Slutställning

### Märkesmästerskapet
| Pos     | Tillverkare | Vinster | Poäng |
| ------- | ----------- | ------- | ----- |
| 1       | Chevrolet   | 18      | 261   |
| 2       | Ford        | 12      | 217   |
| 3       | Dodge       | 4       | 176   |
| 4       | Toyota      | 2       | 138   |
| Källor: |             |         |       |